# Teucrium cavanillesianum
Teucrium cavanillesianum là một loài thực vật có hoa trong họ Hoa môi. Loài này được Font Quer & Jeronimo miêu tả khoa học đầu tiên năm 1946.